# José Tadeo Monagas
José Tadeo Monagas (ur. 1784, zm. 1868) – prezydent Wenezueli od 1847 do 1851 i od 1855 do 1858.
Bohater ruchu niepodległościowego, pragnął utworzenia we wschodniej Wenezueli odrębnego państwa – Oriente. W 1831 przewodził powstaniu przeciwko prezydentowi Jose Antonio Paezowi. Odwołał je w zamian za ułaskawienie swych rebeliantów. Liberalna rodzina Monagasa przejęła władzę po upadku konserwatywnej oligarchii Paeza w 1847. W latach 1851–1855 urząd prezydenta sprawował brat Monagasa, José Gregorio Monagas. Jego ciało spoczywa w Panteonie Narodowym.